# Arrondissement judiciaire d'Ypres
Subdivisions
L'arrondissement judiciaire d’Ypres (gerechtelijk arrondissement Ieper en néerlandais) était l'un des quatre arrondissements judiciaires de la province de Flandre-Occidentale en Belgique et l'un des sept qui dépendaient du ressort de la Cour d'appel de Gand. Il fut formé le 18 juin 1869 lors de l'adoption de la loi sur l'organisation judiciaire et fait partie de l'arrondissement judiciaire de Flandre-Occidentale depuis la fusion des arrondissements judiciaires de 2014.

## Subdivisions
L'arrondissement judiciaire d’Ypres était divisé en 3 cantons judiciaires,. Il comprenait 10 communes, celles de l'arrondissement administratif d'Ypres et deux des huit communes de l'arrondissement administratif de Roulers.
Note : les chiffres et les lettres représentent ceux situés sur la carte.
1. Canton judiciaire d'Ypres (Ieper) zone 1
      1. Partie de la ville de Ypres délimitée par la ligne de chemin de fer et les sections de Boezinge et Zillebeke[5]
  2. Langemark-Poelkapelle
  3. Staden
2. Canton judiciaire d'Ypres-Poperinge (Ieper-Poperinge) zone 2 
      1. Partie de la ville de Ypres délimitée par la ligne de chemin de fer et les sections de Dikkebus, Elverdinge et Vlamertinge[6]
  2. Heuvelland
  3. Messines
  4. Poperinge
  5. Vleteren
3. Canton judiciaire de Wervik
      1. Moorslede
  2. Wervik
  3. Zonnebeke